# الاختلافات بين الكنيسة الكاثوليكية والكنيسة الأرثوذكسية الشرقية

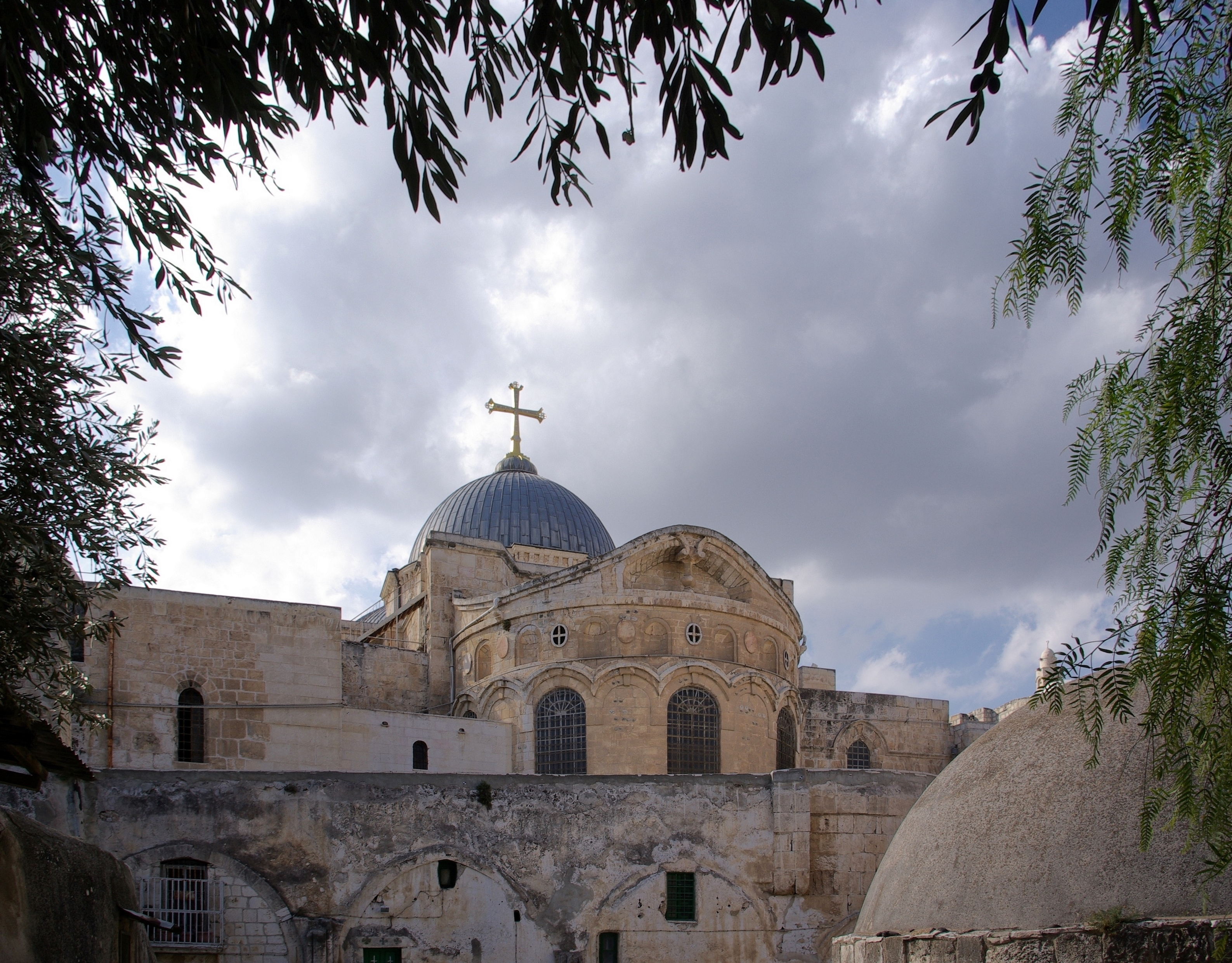
كنيسة القيامة في القدس - مركز الحج الذي طالما كان محل نزاع بين الكنائس الكاثوليكية والأرثوذكسية الشرقية والأرثوذكسية الشرقية.

توجد عدة اختلافات داخل الهياكل التنظيمية والحوكمة للكنيسة الكاثوليكية والكنيسة الأرثوذكسية الشرقية. وهذه تختلف عن الاختلافات اللاهوتية التي هي اختلافات في العقيدة والمذهب. تطورت ببطء عدد من الخلافات حول مسائل علم الكنيسة بين الجناحين الغربي والشرقي للكنيسة الرسمية للإمبراطورية الرومانية، والتي تركزت حول مدينتي روما (التي يُعتقد أنها سقطت في عام 476) وروما الجديدة/القسطنطينية (التي يُعتقد أيضًا أنها "سقطت" في عام 1453) على التوالي. كانت هذه النزاعات عاملاً رئيسياً في الانشقاق الرسمي بين الشرق والغرب بين البابا ليون التاسع والبطريرك ميخائيل الأول في عام 1054 وما زالت إلى حد كبير دون حل بين الكنائس اليوم.

## السلطة البابوية

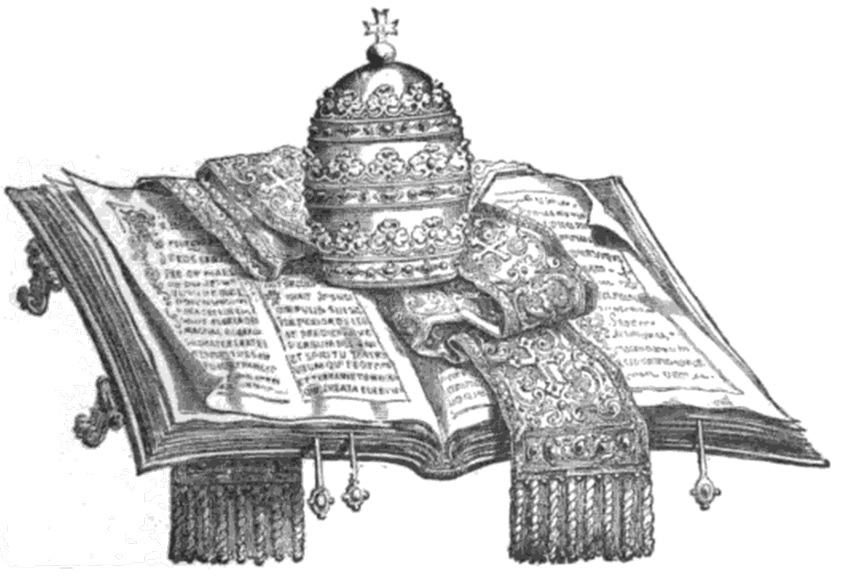
رسم توضيحي يعود لعام 1881 يصور عصمة البابا

إن العديد من القضايا التي تفصل حاليًا بين الكنيستين هي قضايا كنسية. ومن أهم هذه القضايا هو معنى الأولوية البابوية داخل أي كنيسة موحدة في المستقبل. يصر الأرثوذكس على أنه يجب أن تكون "أولوية الشرف"، كما في الكنيسة القديمة وليس "أولوية السلطة"، في حين ترى الكنيسة الكاثوليكية أن دور البابا يتطلب ممارسة السلطة والسلطة التي يكون شكلها الدقيق مفتوحًا للمناقشة مع المسيحيين الآخرين.
وقد أكد إعلان رافينا في عام 2007 هذه المعتقدات وأعاد التأكيد على فكرة أن أسقف روما هو بالفعل البروتوس ("الأول" باللغة اليونانية)، على الرغم من أن المناقشات المستقبلية سوف تجرى حول الممارسة الكنسية الملموسة للأولوية البابوية. أدان كبار رجال الدين في الكنيسة الروسية الوثيقة وأكدوا أن السلطة البابوية كما هي في الغرب ليست صالحة تاريخيًا. إن النظرة الأرثوذكسية للبابوية هي أنها الأولى بين أقرانها دون سلطة قضائية.

## المنطقة القانونية
إن الإقليم القانوني هو منطقة جغرافية يُنظر إليها على أنها تابعة لبطريركية معينة أو كنيسة مستقلة باعتبارها ملكًا لها. لا يوجد هذا المفهوم في الكنيسة الأرثوذكسية الشرقية فحسب، بل يوجد أيضًا في الكنيسة الكاثوليكية، ويُذكر على نطاق واسع في قانون الكنائس الشرقية.
لقد ثبت أن قضية الأراضي الكنسية تشكل نقطة نزاع مهمة في روسيا، حيث تعارض بطريركية موسكو من ناحية نفوذ بطريرك القسطنطينية في أوكرانيا، ومن ناحية أخرى النفوذ الكاثوليكي الملحوظ داخل روسيا نفسها.

## الاقتصاد الكنسي
إن نقطة الاختلاف الرئيسية تتعلق بأسلوب حكومة الكنيسة. لقد حافظت الكنيسة الأرثوذكسية دائمًا على موقف مجمعية الأساقفة. وقد أكدت الكنيسة الأرثوذكسية أيضًا على " الإيكونوميا "، أو قدر معين من المرونة في القواعد اعتمادًا على متطلبات حالة معينة. إن الهيكل الإداري للكنيسة الأرثوذكسية أقرب إلى الاتحاد في البنية، مع عدم وجود مركزية عاملة ثابتة.
في مجامع الكنيسة الأرثوذكسية يجتمع كبار السلطات في كل جماعة كنيسة. على عكس البابا في الكنيسة الكاثوليكية، لا يوجد فرد أو شخصية مركزية لها الكلمة الأخيرة المطلقة (و"التي لا تقبل الخطأ") بشأن عقيدة الكنيسة وإدارتها. وفي الممارسة العملية، أدى هذا في بعض الأحيان إلى انقسامات بين الكنائس الأرثوذكسية اليونانية والروسية والبلغارية والأوكرانية، حيث لا يمكن لأي سلطة مركزية أن تعمل كنقطة تجمع للنزاعات الداخلية المختلفة.
ومع ذلك، وعلى النقيض من الصورة التي قدمها الشاعر الديني الروسي أليكسي خومياكوف قبل أكثر من قرن من الزمان، أعاد المجمع الفاتيكاني الثاني للكنيسة الكاثوليكية التأكيد على أهمية المجمعية، موضحًا أن "السلطة الأولية لا تنفصل عن المجمعية والمجمعية" وأن "أسقف روما هو أخ بين الإخوة الذين هم متساوون جميعًا في الأسرار المقدسة في الأسقفية.

## رفض الكنائس الكاثوليكية الشرقية
وفي اجتماع عقد في البلمند بلبنان في يونيو/حزيران 1993، أعلنت اللجنة الدولية المشتركة للحوار اللاهوتي بين الكنيسة الكاثوليكية والكنيسة الأرثوذكسية أن هذه المبادرات التي "أدت إلى اتحاد بعض الطوائف مع كرسي روما وجلبت معها، نتيجة لذلك، قطع الشركة مع كنائسها الأم في الشرق... لم تتم بدون تدخل مصالح خارج الكنيسة"؛ وأن:
- إن ما يسمى بـ " الوحدة " "لم يعد من الممكن قبوله كطريقة يجب اتباعها أو كنموذج للوحدة التي تسعى إليها كنائسنا" .[9]

وفي الوقت نفسه، ذكرت المفوضية:
- أما فيما يتعلق بالكنائس الكاثوليكية الشرقية، فمن الواضح أنها، كجزء من الشركة الكاثوليكية، لها الحق في الوجود والتصرف استجابة للاحتياجات الروحية لأتباعها.
- إن الكنائس الكاثوليكية الشرقية التي رغبت في إعادة تأسيس الشركة الكاملة مع كرسي روما وبقيت وفية له، تتمتع بالحقوق والواجبات المرتبطة بهذه الشركة.

## الخلافة الرسولية والأسرار المقدسة
بعض الكنائس الأرثوذكسية لا تشترط معمودية الشخص الذي تم تعميده بالفعل في الكنيسة الكاثوليكية. تسمح معظم الكنائس الأرثوذكسية بالزواج بين أعضاء الكنيسة الكاثوليكية والكنيسة الأرثوذكسية. على سبيل المثال، قد تسمح كنيسة اليونان لرجل أرثوذكسي بالزواج من عروس كاثوليكية في كنيستها، بشرط أن تتعهد الزوجة بأن يتم تعميد الأطفال على الطريقة الأرثوذكسية.[بحاجة لمصدر]
وبما أن الكنيسة الكاثوليكية تحترم احتفالهم بالقداس باعتباره سرًا حقيقيًا، فإن الشراكة مع الكنيسة الأرثوذكسية الشرقية في "الظروف المناسبة وبسلطة الكنيسة" ممكنة ومشجعة.
تسمح الكنيسة الكاثوليكية لرجال الدين التابعين لها بإدارة أسرار التوبة والقربان المقدس ومسحة المرضى لأعضاء الكنيسة الأرثوذكسية الشرقية، إذا طلبوا الأسرار بشكل عفوي وكانوا مستعدين لذلك بشكل صحيح. كما يسمح للكاثوليك الذين لا يستطيعون التوجه إلى قس كاثوليكي بتلقي هذه الأسرار الثلاثة من رجال الدين في الكنيسة الأرثوذكسية الشرقية، عندما تتطلب الضرورة ذلك أو عندما تدعو مصلحة روحية حقيقية إلى ذلك، وبشرط تجنب خطر الخطأ أو اللامبالاة. يسمح القانون الكنسي الكاثوليكي بالزواج بين الكاثوليكي والأرثوذكسي فقط إذا تم الحصول على إذن من الأسقف الكاثوليكي. ومع ذلك، فإن الأسرار المقدسة في الكنيسة الكاثوليكية والكنيسة السريانية الأرثوذكسية تُعامل على أنها متشابهة وتقبل بعضها البعض كما حددها قداسة البابا يوحنا بولس الثاني، أسقف روما وبابا الكنيسة الكاثوليكية، وقداسة مار إغناطيوس زكا الأول عيواص، بطريرك أنطاكية وسائر المشرق والرئيس الأعلى للكنيسة السريانية الأرثوذكسية العالمية.
إن قانون قوانين الكنائس الشرقية يسمح للأسقف الكاثوليكي المحلي بالسماح لكاهن كاثوليكي، من أي طقس، بمباركة زواج المؤمنين الأرثوذكس الذين لا يستطيعون بسهولة كبيرة التوجه إلى كاهن من كنيستهم الخاصة، فيطلبون ذلك تلقائيًا. في ظروف استثنائية، يجوز للكاثوليك، في غياب كاهن معتمد، الزواج أمام شهود. إذا كان هناك كاهن غير مفوض للاحتفال بالزواج، فيجب استدعاؤه، على الرغم من أن الزواج صحيح حتى بدون حضوره. ينص قانون قوانين الكنائس الشرقية على أنه في مثل هذه الظروف الاستثنائية، يجوز استدعاء حتى كاهن "غير كاثوليكي" (وبالتالي ليس بالضرورة كاهنًا ينتمي إلى كنيسة شرقية).